# Lutjanus sanguineus
Lutjanus sanguineus es una especie de peces de la familia Lutjanidae en el orden de los Perciformes.

## Morfología
• Los machos pueden llegar alcanzar los 100 cm de longitud total y 23 kg de peso.

## Hábitat
Es un pez de mar de clima tropical y asociado a los  arrecifes de coral que vive entre 9-100 m de profundidad.

## Distribución geográfica
Se encuentra desde el Mar Rojo hasta el Mar de Arabia y Sudáfrica (KwaZulu-Natal ).